# الاعضاء المؤسسين للبرلمان الأوروبي
| الاعضاء الاكبر سنا | الاعضاء الاكبر سنا | الاعضاء الاكبر سنا | الاعضاء الاكبر سنا | الاعضاء الاكبر سنا |
| اسم                | الحزب              | الدولة             | التاريخ            | العمر              |
| ------------------ | ------------------ | ------------------ | ------------------ | ------------------ |
| لويز وايس          | EPP                | فرنسا              | 1979               | 86                 |
| لويز وايس          | EPP                | فرنسا              | 1982               | 89                 |
| جاكلين توم باتنوتر | EDA                | فرنسا              | 1984               | 78                 |
| نيكولاوس غازيس     | شركة نفط الجنوب    | اليونان            | 1987               | 83                 |
| كلود أوتانت لارا   | الدكتور            | فرنسا              | 1989               | 88                 |
| برونو فيسينتيني    | LDR                | إيطاليا            | 1992               | 77                 |
| فاسيليس افريميديس  | GUE / NGL          | اليونان            | 1994               | 79                 |
| أوتو فون هابسبورغ  | EPP                | ألمانيا            | 1997               | 85                 |
| جورجيو نابوليتانو  | بيس                | إيطاليا            | 1999               | 74                 |
| جورجيو نابوليتانو  | بيس                | إيطاليا            | 2002               | 77                 |
| جيوفاني بيرلينجير  | بيس                | إيطاليا            | 2004               | 80                 |
| جيوفاني بيرلينجير  | بيس                | إيطاليا            | 2007               | 83                 |
| تشيرياكو دي ميتا   | EPP                | إيطاليا            | 2009               | 81                 |
| تشيرياكو دي ميتا   | EPP                | إيطاليا            | 2012               | 83                 |
| مانوليس جليزوس     | GUE / NGL          | اليونان            | 2014               | 91                 |
| جان ماري لوبان     | NI                 | فرنسا              | 2015               | 87                 |
| سيلفيو برلسكوني    | EPP                | إيطاليا            | 2019               | 83                 |

العضو الأكبر سنًا هو أكبر عضو في البرلمان الأوروبي في بداية الهيئة التشريعية الجديدة وفي الانتخابات النصفية لرئيس جديد للبرلمان الأوروبي. حتى عام 2009، كان العضو الأكبر سناً، على غرار والد المجلس، يترأس الاجتماعات أثناء انتخاب الرئيس. تم إلغاء هذا الامتياز في عام 2009.

## 1979-1987
منذ الجلسة الأولى للبرلمان الأوروبي، منحت قواعد إجراءات البرلمان العضو الأكبر سنًا امتياز رئاسة الإجراءات حتى انتخاب رئيس جديد. في غضون ذلك، ومع ذلك، لم يتم التعامل مع أي عمل آخر ما لم تكن معنية بالانتخاب.
أعطى هذا الحكم مجالًا لخطاب افتتاحي من أكبر الأعضاء سناً، قبل أن يتولى الرئيس المنتخب حديثًا الرئاسة. في عام 1979، ألقت لويز فايس، أول عضو سناً في البرلمان الأوروبي، خطابًا دام ساعة واحدة وتلقى كلًا من التصفيق الحار والاستقبال العام الحار. وينطبق الشيء نفسه على خلفائها المباشرين جاكلين توم باتنوتر ونيكولاوس غازيس.

## الجدل 1989
بعد انتخابات البرلمان الأوروبي عام 1989، اتضح أن السياسي اليميني المتطرف كلود أوتان لارا البالغ من العمر 87 عامًا من الجبهة الوطنية الفرنسية سيكون أكبر الأعضاء سناً وبالتالي يحق له إلقاء الخطاب الافتتاحي.
أمام منزل شبه فارغ، ألقى أوتان لارا أطول خطاب افتتاحي على الإطلاق، مما نشر الخوف من «الغزاة الثقافيين» الأمريكيين الذي قال إنهم سيستعمرون ويعرضون الثقافة الأوروبية للخطر أكثر من الاتحاد السوفيتي. في نداء أخير، طلب من الشباب رفض كوب من الكوكا لتناول كأس من نبيذ الألزاس مرة واحدة فقط. تم انتقاد الخطاب على نطاق واسع باعتباره متعرجًا وسخيفًا في الغالب، ولكنه أيضًا قومي، ومعادي لأمريكا وحتى معاد للسامية.
وخلال الخطاب، وضع الاشتراكيون 180 وردة حمراء أمام مقاعدهم أثناء تواجدهم خارج القاعة العامة. بقي بعض اليساريين في الداخل قائلين «لن تتكرر الفاشية!» لافتات. استمع مشرعون آخرون إلى الدقائق الأولى من الخطاب الافتتاحي لكنهم غادروا القاعة بعد ذلك.

## 1992-2007
بصرف النظر عن تعرضه لانتقادات في المحتوى، فإن الخطاب الافتتاحي لـ Autant-Lara قد تجاوز إلى حد كبير التسامح الواسع بالفعل للانحراف عن نية مؤسسة العضو الأكبر سنًا. في عام 1992، امتنع النائب الإيطالي برونو فيسينتيني عن إلقاء خطاب، بينما في عام 1994 تحدث النائب اليوناني فاسيليس إفريميديس ببعض الكلمات التصالحية.

## الجدل والإلغاء عام 2009
كان يُخشى أنه بعد انتخابات عام 2009، قد يكون جان ماري لوبان، عضو البرلمان الأوروبي اليميني المتطرف من فرنسا والذي أدين بإنكار الهولوكوست في بلده الأم، أكبر الأعضاء سناً، ويبلغ من العمر 81 عامًا. استجابة لهذا القلق، تم تغيير قواعد البرلمان (تقرير كوربيت) بحيث يترأس الرئيس المنتهية ولايته (إذا أعيد انتخابه كعضو في البرلمان الأوروبي) أو أحد نواب الرئيس المنتهية ولايته الدورة الأولى للبرلمان حتى يتم انتخاب رئيس جديد. أراد دانيال كوهن بنديت، الرئيس المشارك لشركة Green، تغيير القواعد بحيث يترأس أصغر عضو الجلسة، لتعكس المستقبل. في الواقع، بعد الانتخابات، كان رئيس الوزراء الإيطالي الأسبق سييراكو دي ميتا أكبر الأعضاء سناً، وليس لوبان.